# Berdychowo (Poznań)
Berdychowo – część miasta Poznania, a dawniej określenie niewielkiej osady na wschodnim brzegu Warty. Obecnie na obszarze jednostki pomocniczej Osiedle Ostrów Tumski-Śródka-Zawady-Komandoria. Berdychowo podzielone jest pomiędzy dwie jednostki obszarowe SIM
Święty Roch i Śródka.

## Historia
Berdychowo powstało w XVII lub XVIII wieku jako wieś na drodze z Poznania do Kobylegopola. Prawo miejskie magdeburskie otrzymało w 1602 roku. W 1819 liczyło 52 mieszkańców. Zabudowania zostały całkowicie zniszczone w XIX wieku, gdy Prusacy wznosili w Poznaniu pierścień fortyfikacji. W XIX w. funkcjonowała cegielnia, która zaopatrywała Twierdzę Poznań oraz inne budynki w materiały budowlane. Do Poznania włączono tereny Berdychowa w 1896 roku. W latach 1954–1990 Berdychowo należało do dzielnicy Nowe Miasto.
Obecnie tereny dawnego Berdychowa zajmuje Instytut Obróbki Plastycznej.